# Poodle Hat
Poodle Hat é o décimo primeiro álbum do músico norte-americano "Weird Al" Yankovic, lançado em 2003 pela gravadora Volcano Records. O álbum ganhou o Prêmio Grammy Para Melhor Álbum de Comédia.

## Faixas
| Faixa | Nome                                                                        | Duração | Paródia de                                                         | Descrição |
| ----- | --------------------------------------------------------------------------- | ------- | ------------------------------------------------------------------ | --- |
| 1     | "Couch Potato" (Batata de Sofá)                                             | 4:18    | "Lose Yourself" por Eminem                                         | Sobre um homem viciado em televisão. A expressão "couch potato" (literalmente: "Batata de Sofá") refere-se a pessoas que passam muito tempo em um sofá, geralmente assistindo à televisão. Um vídeo chegou a ser pré-produzido para a faixa, mas o próprio Eminem se recusou a dar permissão para que um vídeo fosse filmado, de acordo com uma declaração de "Weird Al" ao jornal Chicago Sun-Times. |
| 2     | "Hardware Store" (Loja de Ferramentas)                                      | 3:55    | Original                                                           | Um homem canta sobre toda sua empolgação com a nova loja de ferramentas e equipamentos que está para abrir, listando várias coisas que pretende comprar. Estes itens são enumerados em uma lista de 120 palavras, cantadas sem pausa em um trecho de 30 segundos. |
| 3     | "Thrash Day" (Dia do Lixo)                                                  | 3:12    | "Hot in Herre" por Nelly                                           | Sobre a grande quantidade de lixo que um homem acumulou em sua casa. |
| 4     | "Party at the Leper Colony" (Festa Na Colônia de Lepra)                     | 3:38    | Bo Diddley                                                         | Uma canção no estilo de uma festa na praia sobre uma festa em uma colônia de leprosos. |
| 5     | "Angry White Boy Polka" (Polca do Garoto Branco Irritado)                   | 5:04    | Uma das Polka Medleys, focando em nu metal, rock alternativo e rap | Inclui trechos das seguintes canções: - "Last Resort" por Papa Roach - "Chop Suey!" por System of a Down - "Get Free" por The Vines - "Hate to Say I Told You So" por The Hives - "Fell in Love with a Girl" por The White Stripes - "Last Nite" por The Strokes - "Down with the Sickness" por Disturbed - "Renegades of Funk" por Rage Against the Machine, originalmente por Afrika Bambaataa - "My Way" por Limp Bizkit - "Outside" por Staind - "Bawitdaba" por Kid Rock - "Youth of the Nation" por P.O.D. - "The Real Slim Shady" por Eminem - "W.A.Y. Moby Polka" por "Weird Al" Yankovic |
| 6     | "Wanna B Ur Love" (Quero Ser o Seu Amor)                                    | 6:14    | Beck                                                               | Um homem tenta conquistar uma garota usando umasérie de cantadas ruins. |
| 7     | "A Complicated Song" (Uma música complicada)                                | 3:39    | Paródia de "Complicated" por Avril Lavigne.                        | Um homem canta sobre complicações de sua vida, incluindo uma séria doença, a revelação de que sua namorada de longa data era sua prima, e a sua decapitação acidental quando estava em uma montanha russa. |
| 8     | "Why Does This Always Happen to Me?" (Por quê Isso Sempre Acontece Comigo?) | 4:52    | Ben Folds                                                          | Um homem lamenta sobre o fato de que acontecimentos horríveis lhe causam pequenas inconveniências. |
| 9     | "Ode to a Superhero" (Ode a um Superherói)                                  | 4:53    | "Piano Man" por Billy Joel                                         | Sobre os eventos do filme Homem-Aranha. |
| 10    | "Bob"                                                                       | 2:29    | Bob Dylan                                                          | Uma série de palíndromos. Possui um clipe baseado no vídeo de Dylan para "Subterranean Homesick Blues", tirado do filme Don't Look Back. |
| 11    | "eBay"                                                                      | 3:36    | "I Want It That Way" por Backstreet Boys                           | Sobre várias coisas inúteis que um homem comprou no eBay. |
| 12    | "Genius in France" (Gênio na França)                                        | 8:58    | Frank Zappa.                                                       | Um homem canta sobre como ele é mal-visto na América, mas adorado na França. |

## Formação
- "Weird Al" Yankovic - sintetizador, acordeão, voz, vocais, palmas, efeitos sonoros
- Jim West - guitarra, bandolim,vocais, palmas, efeitos sonoros
- Dweezil Zappa - Introdução de guitarra em "Genius in France"
- Steve Jay - baixo, banjo, efeitos sonoros, vocais, palmas
- Rubén Valtierra – piano, teclados
- Kim Bullard - teclados
- Ben Folds - piano em "Why Does This Always Happen to Me?"
- Jon "Bermuda" Schwartz - bateria, percussão, vocais, palmas, efeitos sonoros
- Herb Pedersen - banjo em "Bob" e "Genius in France"
- William K. Anderson - gaita
- John "Juke" Logan - gaita
- Tom Evans - saxofone
- Joel Peskin - clarinete
- Lee R. Thornberg - trombone, trompete
- Warren Luening - trompete
- Tommy Johnson - tuba
- DJ Swamp - scratching
- Lisa Popeil, Carmen Twilley, Julia Waters, Maxine Waters - vocais

### Produção
- Engenharia de som: Tony Papa, Rafael Serrano
- Assistência de engenharia: Aaron Kaplan, Doug Sanderson, Antony Zeller
- Mixagem: Tony Papa
- Masterização: Bernie Grundman
- Arranjos: "Weird Al" Yankovic
- Programação da bateria: Jon "Bermuda" Schwartz
- Design: Nick Gamma, Jackie Murphy
- Fotografia: Mark Seliger

## Paradas

### Álbum
| Ano  | Parada              | Posição |
| ---- | ------------------- | ------- |
| 1999 | The Billboard 200   | 17      |
| 1999 | Top Internet Albums | 17      |